# Stari most u Konjicu
Stari most u Konjicu jest most podignut 1682. godine u Konjicu na rijeci Neretvi i smatra se točkom spajanja Hercegovine i Bosne. Izgrađen je od kamena i ima šest lukova. Pripada najljepšim mostovima Osmanskog Carstva u Bosni i Hercegovini. Poznati su mostovi iz tog vremena Stari most u Mostaru, trebinjskom Arslanagić i Most Mehmed-paše Sokolovića u Višegradu.
Proglašen je spomenikom kulture Bosne i Hercegovine.
Most su minirale njemačke snage pri povlačenju 3. ožujka 1945. godine. Tada je postavljena drvena konstrukcija za prijelaz preko srušena mosta. Postojeća je drvena konstrukcija zamijenjena onom od armiranog betona 1962. godine. 
Most je rekonstruiran od 2006. do 2009. uz pomoć Vlade Republike Turske i Vlade Federacije Bosne i Hercegovine. Istovremeno je obnovljena stara konjička kuća u neposrednoj blizini mosta.
Most u potpunosti odgovara mostu iz XVII. stoljeća. Postavljen je na šest blago prelomljenih svodova oslonjenih na pet temeljnih kamenih stupova i dva priobalna podzida.Zidan je od precizno izrađenih kamenih blokova koji su u donjem dijelu, približno do visine viših vodostaja, izrađeni od bijeloga, dobro obrađenoga vapnenca, a gornji su dijelovi od lijepo klesane sedre. Zaključni kameni svodovi također su od vapnenca. Dugačak je 102 metra.

## Vanjski poveznice
- Zvanična stranica općine Konjic
- Rekonstrukcija mosta - live cam
- Fotografija mosta prije rušenja